# Championnats d'Afrique de badminton 2019
Navigation
Alger 2018 Le Caire 2020
Les championnats d'Afrique de badminton 2019, vingt-troisièmeédition des championnats d'Afrique de badminton, se déroulent du 26 février au 28 avril 2019 à Port Harcourt, au Nigeria, à la suite du Championnat d'Afrique de badminton par équipes mixtes 2019 organisé dans la même ville.
La compétition est dominée par le Nigeria.

## Médaillés
| Épreuve       | Or                                            | Argent                             | Bronze                                 |
| ------------- | --------------------------------------------- | ---------------------------------- | -------------------------------------- |
| Simple hommes | Anuoluwapo Juwon Opeyori                      | Godwin Olofua                      | Clement Krobakpo                       |
| Simple hommes | Anuoluwapo Juwon Opeyori                      | Godwin Olofua                      | Georges Paul                           |
| Simple dames  | Dorcas Ajoke Adesokan                         | Kate Foo Kune                      | Zainab Damilola Alabi                  |
| Simple dames  | Dorcas Ajoke Adesokan                         | Kate Foo Kune                      | Doha Hany                              |
| Double hommes | Koceila Mammeri Youcef Sabri Medel            | Enejoh Abah Isaac Minaphee         | Godwin Olofua Anuoluwapo Juwon Opeyori |
| Double hommes | Koceila Mammeri Youcef Sabri Medel            | Enejoh Abah Isaac Minaphee         | Abdelrahman Abdelhakim Ahmed Salah     |
| Double dames  | Dorcas Ajoke Adesokan Uchechukwu Deborah Ukeh | Amin Yop Christopher Chineye Ibere | Augustina Ebhomien Sunday Peace Orji   |
| Double dames  | Dorcas Ajoke Adesokan Uchechukwu Deborah Ukeh | Amin Yop Christopher Chineye Ibere | Eyram Migbodzi Perpetual Mensah Quaye  |
| Double mixte  | Koceila Mammeri Linda Mazri                   | Enejoh Abah Peace Orji             | Ahmed Salah Hadia Hosny                |
| Double mixte  | Koceila Mammeri Linda Mazri                   | Enejoh Abah Peace Orji             | Adham Hatem Elgamal Doha Hany          |

## Tableau des médailles
- Pays organisateur (Nigeria)

| Rang  | Nation  | Or | Argent | Bronze | Total |
| ----- | ------- | -- | ------ | ------ | ----- |
| 1     | Nigeria | 3  | 4      | 4      | 11    |
| 2     | Algérie | 2  | 0      | 0      | 2     |
| 3     | Maurice | 0  | 1      | 1      | 2     |
| 4     | Égypte  | 0  | 0      | 4      | 4     |
| 5     | Ghana   | 0  | 0      | 1      | 1     |
| Total | Total   | 5  | 5      | 10     | 20    |